# Cap-Breton-Sud et Richmond
Pour les articles homonymes, voir Cap-Breton (homonymie) et Richmond.
Cap-Breton-Sud et Richmond fut une circonscription électorale fédérale de Nouvelle-Écosse. La circonscription fut représentée par deux députés de 1917 à 1925.
La circonscription a été créée en 1914 à partir de Cap-Breton-Sud et de Richmond. Abolie en 1924, la circonscription fut incorporée à Cap-Breton-Sud et Richmond—Ouest-Cap-Breton.

## Géographie
En 1914, la circonscription de Cap-Breton-Sud et Richmond comprenait :
- Le sud du comté de Cap-Breton
- Le comté de Richmond

## Députés
1. 1917-1921 — John Carey Douglas, Unioniste & Robert Hamilton Butts, Unioniste
2. 1921-1925 — William F. Carroll, Libéral & George William Kyte, Libéral